# 質量数
質量数（しつりょうすう、英語: mass number）とは、核種を区別する量の一つで、原子核を構成する核子の個数、すなわち陽子と中性子の個数の合計である。通常は記号 A で表される。
同位体を区別するときに用いられることが多く、元素記号の左肩に示す。たとえば、質量数12の炭素の場合は
12C
で表す。
原子番号は同じであるが質量数が異なる原子は原子核を構成する中性子の数が異なり、同位体と呼ばれる。これに対して同じ質量数であるが原子番号（すなわち陽子数）が異なる原子を同重体と呼び、中性子数が同じであるが原子番号が異なるものを同中性子体（同調体）という。
質量数はあくまで核子の個数であり、原子核自体の質量とは別物である。質量数は原子量（相対原子質量）とほとんど変わらないもののごく僅かに異なる。ただし、実際の計算では質量数を原子量として用いる事も多い。
ある中性原子の質量を ma としたとき
{\displaystyle \Delta =m_{\text{a}}-Am_{\text{u}}}
を質量過剰（mass excess）という。ここで mu は原子質量定数である。
核子1個あたりの質量過剰を統一原子質量単位（ダルトン、記号: Da）で表した値
{\displaystyle f={\frac {\Delta /{\text{Da}}}{A}}}
はパッキング・フラクション（packing fraction）という。
核子の質量の合計よりも原子核の質量の方が僅かに少なくこの差が質量欠損である。質量欠損は
{\displaystyle B=Zm_{\text{p}}+(A-Z)m_{\text{n}}-m_{\text{a}}}
で表される。核子1個あたりの質量欠損を Da で表した値
{\displaystyle b={\frac {B/{\text{Da}}}{A}}}
はバインディング・フラクション（binding fraction）という。

## 関連記事
- 原子番号
- 原子量 - 原子質量単位
- 質量欠損
- アボガドロ定数
- 超電荷 - バリオン数